# 林肯鎮區 (堪薩斯州愛德華茲縣)
林肯鎮區（英語：Lincoln Township）為美國堪薩斯州愛德華茲縣轄下的鎮區。2010年美国人口普查中此鎮區人口有119人。

## 地理
林肯鎮區涵蓋總面積為192.7平方（74.41平方英里），其中陸地面積為192.7平方（74.41平方英里），水域面積為0平方（0.00平方英里）或0.00%。海拔高度632（2,073英尺）。

## 人口統計
根據2010年美國人口普查，林肯鎮區人口有119人，其中男性有58人，女性有61人，人口密度為每平方公里0.62人，住房計67戶。鎮區內的白人有118人，非裔美國人有0人，美洲原住民有1人，亞裔美國人有0人，太平洋島裔美國人有0人，其他種族有0人，混血種族則有0人。此外鎮區內有7人為西班牙裔或拉丁裔美國人。此鎮區之年齡中位數為50.5歲，而男性年齡中位數為50.3歲，女性年齡中位數為50.8歲。